# Stazione di Minsk-Pasažyrski
La stazione di Minsk-Pasažyrski  (in bielorusso: Мінск-Пасажырскі, in russo: Минск-Пассажирский) è la principale stazione ferroviaria a servizio della capitale bielorussa.

## Storia
La stazione fu costruita nel 1873 come Vilenski vakzal, stazione di Vilnius. L'iniziale edificio in legno fu demolito nel 1890 e ricostruito in pietra. Durante la seconda guerra mondiale, la stazione ferroviaria di Minsk fu completamente distrutta. È stato ricostruito nel secondo dopoguerra e rimasto in funzione fino al 1991. Il nuovo edificio della stazione ferroviaria di Minsk-Pasažyrski è stato costruito nelle forme attuali tra il 1991-2002.